# Shaviyani

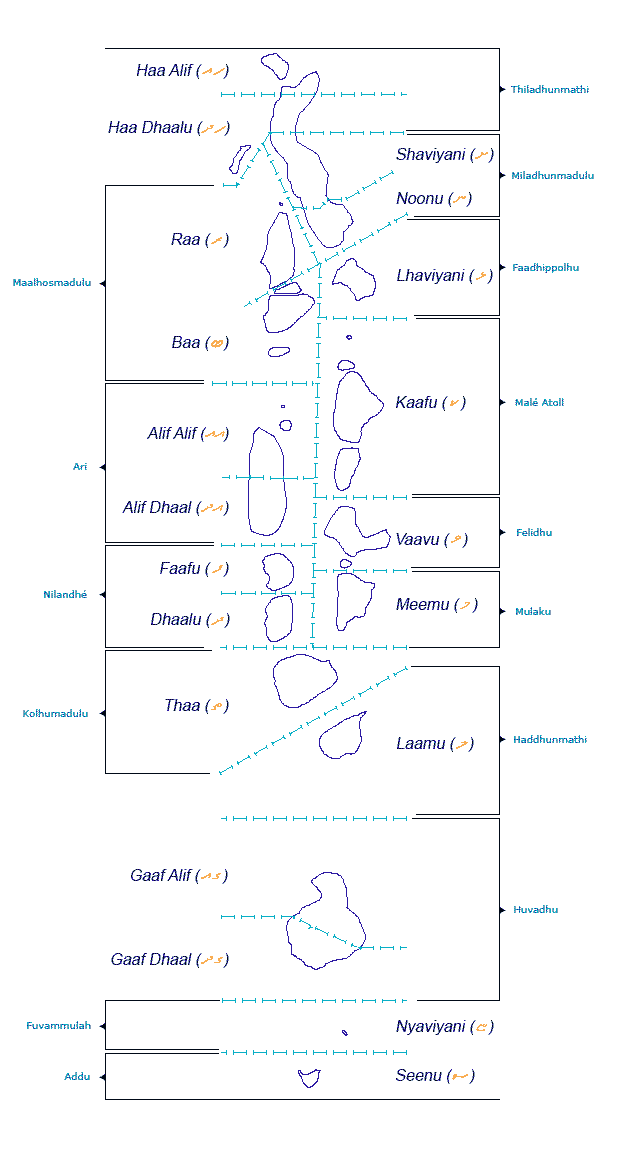
Podział administracyjny Malediwów

Shaviyani – atol administracyjny, jedna z 21 jednostek administracyjnych Malediwów. Oficjalna nazwa to: Miladhunmadulu Uthuruburi.

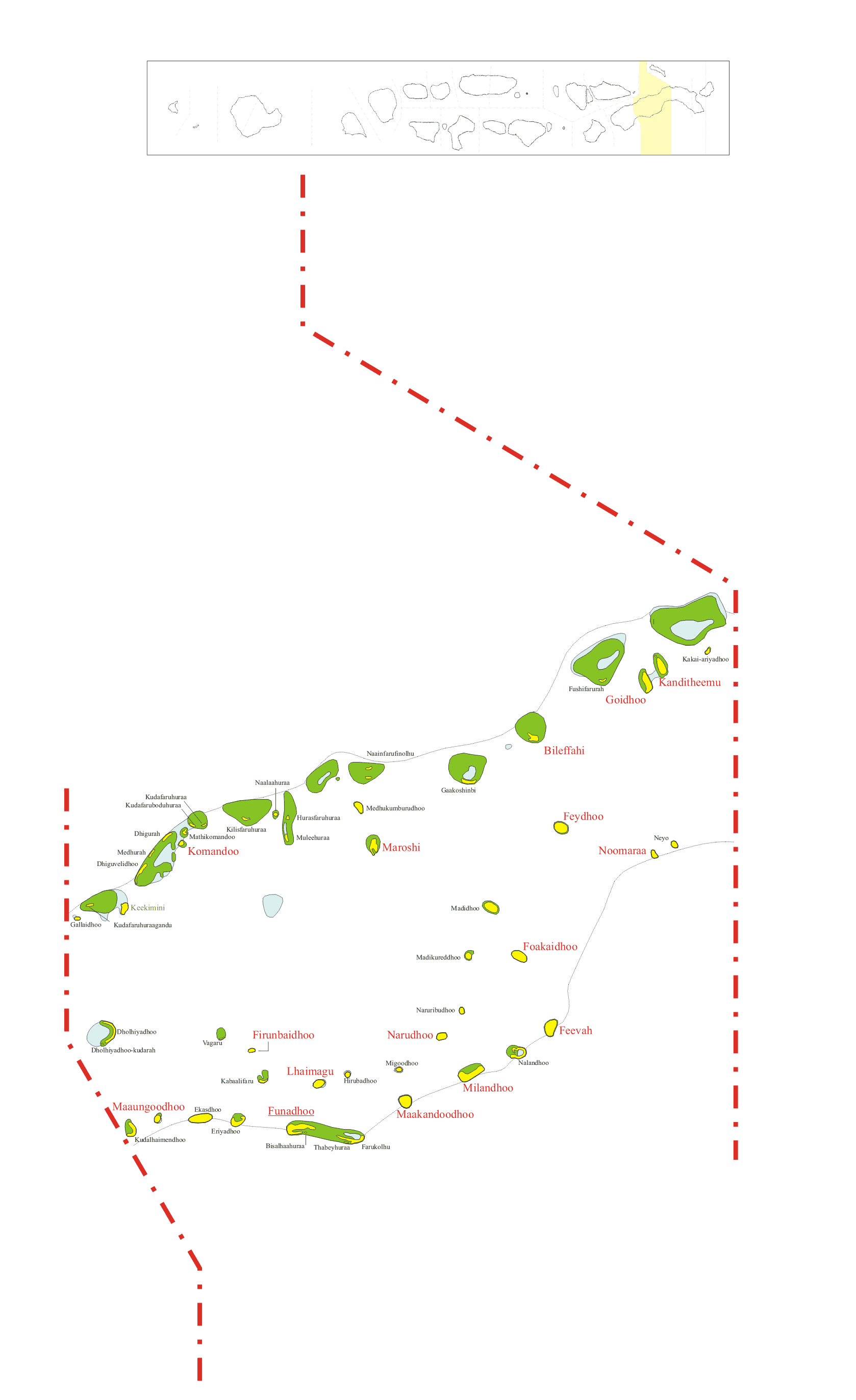
Shaviyani

Obejmuje swym terytorium północną część atolu Miladhunmadulu, a jego stolicą jest Funadhoo. W 2006 zamieszkiwało tutaj 11 940 osób.